# Jindřich Jirásek
Jindřich Jirásek (* 9. září 1973) je bývalý český fotbalista, obránce.

## Fotbalová kariéra
Budějovický odchovanec. Hrál za SK Slavia Praha, FK Chmel Blšany, FK Spolana Neratovice, FC Vysočina Jihlava, SC Xaverov Horní Počernice a FK Dukla Praha. Se Slavií získal v roce 1996 mistrovský titul. V evropských pohárech nastoupil ve 3 utkáních. V lize nastoupil ve 36 utkáních.

## Ligová bilance
| Ročník                          | Zápasy | Góly |                 |
| ------------------------------- | ------ | ---- | --------------- |
| 1. česká fotbalová liga 1994/95 | 3      | 0    | SK Slavia Praha |
| 1. česká fotbalová liga 1995/96 | 3      | 0    | SK Slavia Praha |
| Gambrinus liga 1998/99          | 7      | 0    | FK Chmel Blšany |
| Gambrinus liga 2000/01          | 16     | 0    | FK Chmel Blšany |
| Gambrinus liga 2001/02          | 7      | 0    | FK Chmel Blšany |
| LIGA CELKEM                     | 36     | 0    |                 |